# Fools Garden

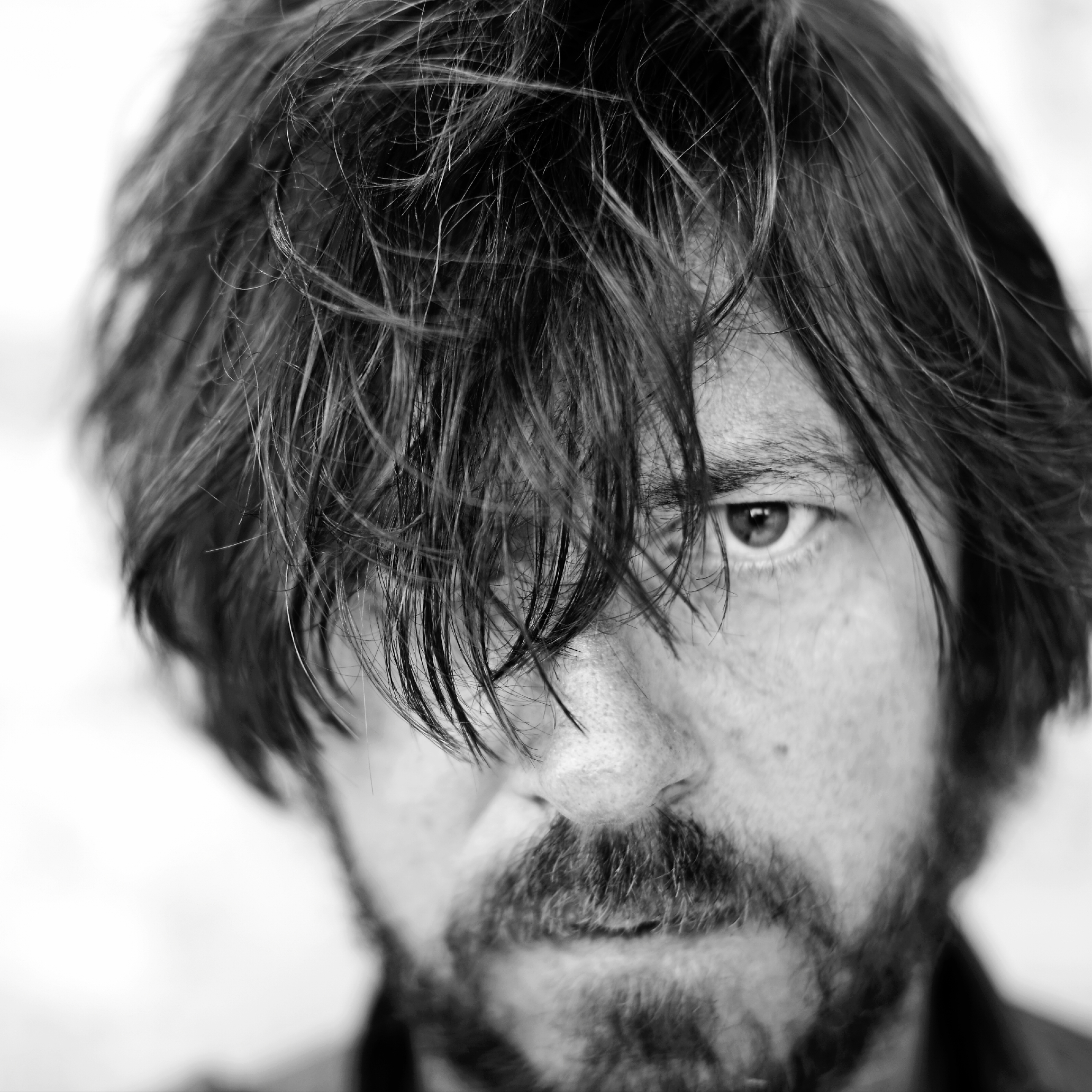
Volker Hinkel, Gitarrist und Songwriter der Band Fools Garden

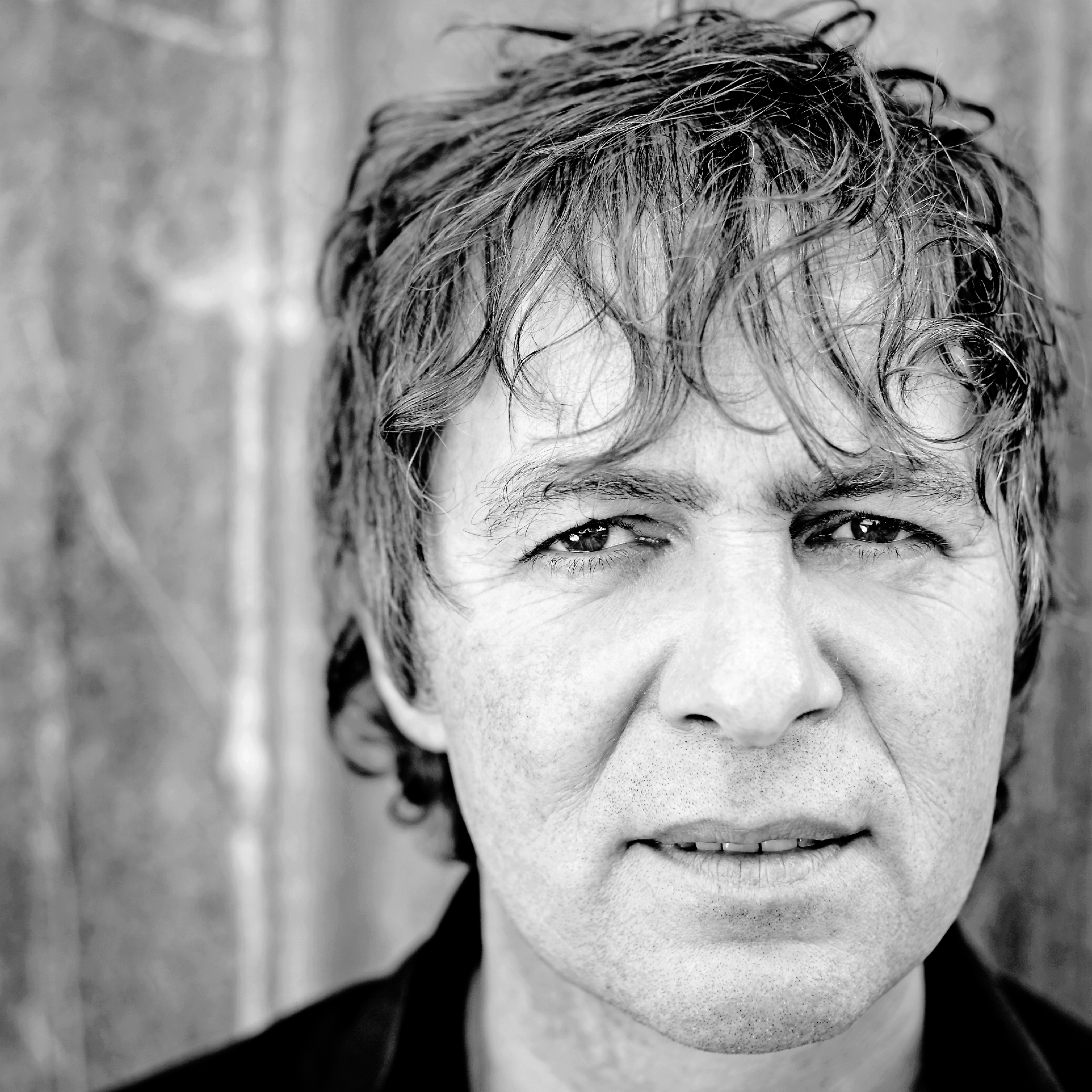
Peter Freudenthaler, Sänger und Songwriter der Band Fools Garden

Fools Garden (frühere Schreibweise: „Fool’s Garden“) ist eine deutsche Band aus Pforzheim, die sich stilistisch zwischen Pop-Rock und Britpop bewegt. Internationale Bekanntheit erreichte sie durch den 1995 veröffentlichten Song Lemon Tree. An den Erfolg dieses Liedes konnte die Band bis heute nicht mehr anknüpfen, weshalb sie regelmäßig als „One-Hit-Wonder“ bezeichnet wird.

## Werdegang
1991 gründeten Peter Freudenthaler (* 19. Februar 1963, Gesang) und Volker Hinkel (* 21. Juni 1965, Gitarre) in Möttlingen Fool’s Garden und nahmen gemeinsam die gleichnamige Promo-CD auf. Nach der Hinzunahme von Thomas Mangold (* 25. September 1965, E-Bass), Roland Röhl (* 6. April 1971, Keyboard) und Ralf Wochele (* 23. Februar 1968, Schlagzeug) spielten sie zwei Jahre später das Album Once in a Blue Moon ein, das zwei neue Lieder enthielt. Dies ist das einzige im Handel erhältliche Album, in dem auch Volker Hinkel mehrere Lieder singt. Einen ersten Erfolg konnte die Gruppe 1994 verbuchen, als der Titel Wild Days für einen Werbespot von C&A ausgewählt wurde.
1995 folgte mit der Veröffentlichung des ebenfalls auf dem Album Dish of the Day enthaltenen deutschen Nummer-eins-Hits Lemon Tree der größte Erfolg der Bandgeschichte. Sowohl Single (Platin in Deutschland, Neuseeland und Norwegen; Gold in der Schweiz, Österreich, Frankreich und Schweden) als auch Album (Platin in Deutschland und der Schweiz; Gold in Österreich) verkauften sich auch außerhalb Deutschlands sehr gut. Die Single zu Lemon Tree war vom 23. Februar bis zum 21. März vier Wochen lang auf Platz 1 der deutschen Charts, das Album Dish of the Day in der Woche vom 8. bis 14. März 1996 wurde Fool’s Garden als erfolgreichste Nachwuchsband mit dem Bambi, der Goldenen Europa, der Goldenen Stimmgabel und dem Echo ausgezeichnet.
Mit ihren späteren Veröffentlichungen konnte die Gruppe an diese Erfolge aber nicht mehr anknüpfen: Nach langen Querelen mit den Musiklabels BMG und Polydor aufgrund nachlassender Verkaufszahlen erfolgte 2003 nach der Veröffentlichung des Albums 25 Miles to Kissimmee die Trennung von Peter Freudenthaler und Volker Hinkel von den übrigen Bandmitgliedern; seither führen Peter Freudenthaler und Volker Hinkel die Band zusammen mit den Neueinsteigern Gabriel Holz (Gitarre), Claus Müller (Schlagzeug) und Dirk Blümlein (Bass) unter dem Namen Fools Garden (ohne Apostroph) weiter. Thomas Mangold und Roland Röhl betreiben seit der Trennung eine gemeinsame Werbeagentur. Musikalisch ist Thomas Mangold als Bassist bei verschiedenen Bands im Einsatz (alles im semi-professionellen Bereich). Ralf Wochele ist Drummer bei der Band „Cover Up“ und als Musiklehrer an diversen Schulen tätig. 
Fools Garden tritt heute in Duo- oder Bandbesetzung auf. In Deutschland spielt die Band vor allem auf Freiluft-Konzerten wie 2013 beim Deutschlandfest am Brandenburger Tor und in kleineren Hallen, kann jedoch in China, Litauen und Teilen Russlands Erfolge verbuchen. So spielte Fools Garden auf der 750-Jahr-Feier von Königsberg am 3. Juli 2005 vor ca. 100.000 Besuchern der Festveranstaltung in Königsberg.
Für Fool’s Garden Meets Morscheck & Burgmann erhielten sie 2005 den Kleinkunstpreis das Ravensburger Kupferle. Im Spätsommer 2009 kam das erste Best-of-Album der Band als Single-CD und als Limited Edition 2-CD-Set auf den Markt. Es trägt den Titel High Times und beinhaltet neben 14 Songs aus der gesamten Schaffenszeit auch den neuen Titel High Time. Die Limited Edition beinhaltet auf der zweiten CD 15 Live-Unplugged-Songs der Band.
Am 14. September 2012 veröffentlichten Fools Garden als Vorbote für das neue Album die Single Innocence, die inklusive einer Version mit dem Filmorchester Babelsberg erschien. Das Album Who Is Jo King? mit 14 neuen Tracks folgte am 14. Oktober 2012. Klaus Voormann, der schon das legendäre Revolver-Cover der Beatles entwarf, ist auch für das neue Albumcover von Fools Garden verantwortlich. Das Video zur Single Innocence basiert auf seinen Grafiken. Das Album erschien in Deutschland bei Seven Days Music und in Russland bei Soyuz Music.
Das Lied Man of Devotion wird als Vorspann von Schwiegertochter gesucht verwendet. In Asien und Osteuropa wurde der Song durch die Benutzung in einem VW-Werbespot populär.

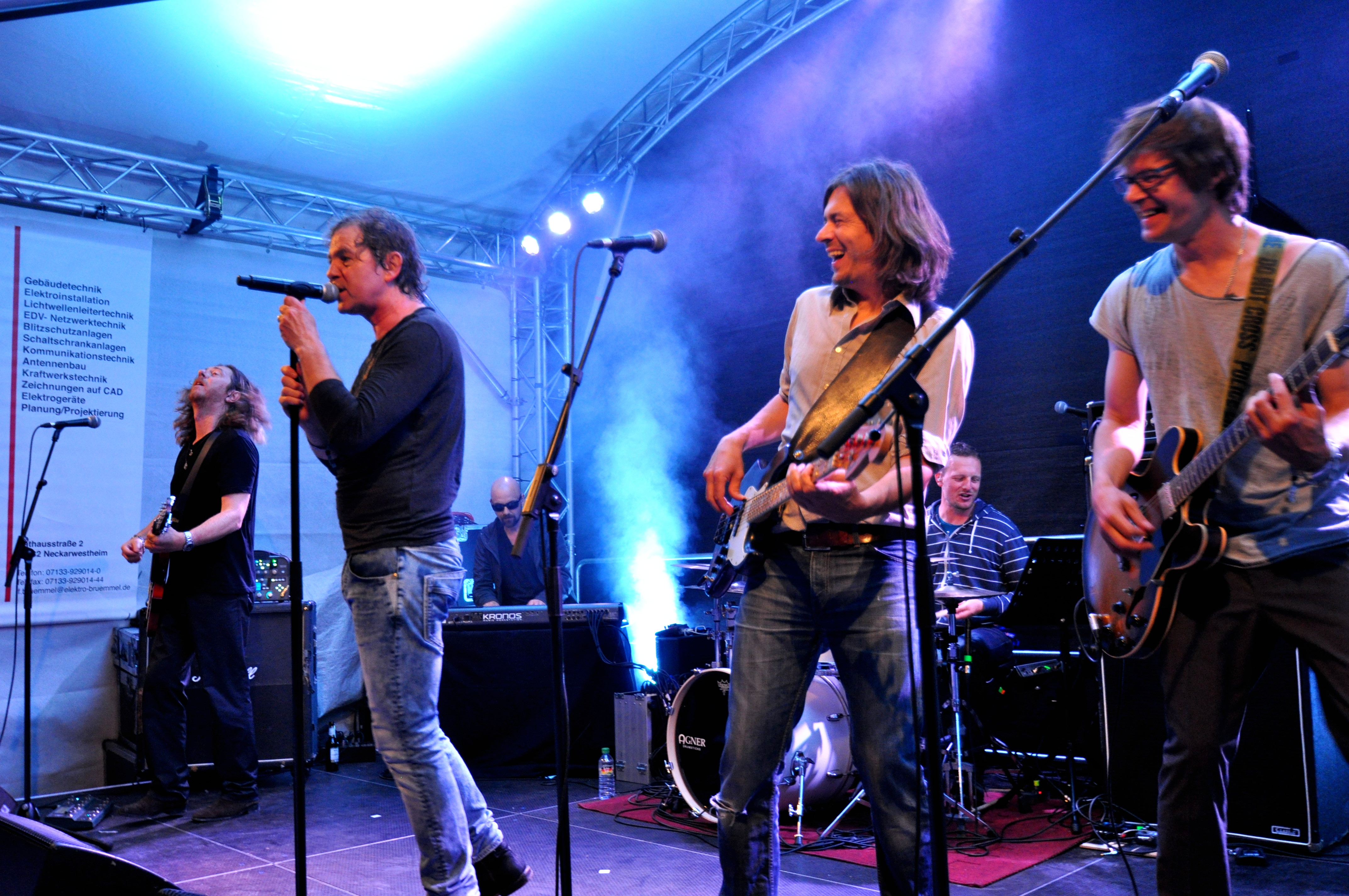
Fools Garden beim Blacksheep Festival in Bonfeld, 2016

Im April 2018 erschien das zehnte Studioalbum der Band. Alle Lieder wurden im bandeigenen Studio in Neuhausen im Enzkreis aufgenommen. Das Video zur ersten Single Save The World Tomorrow wurde in Freudenthalers Haus in Ötisheim gedreht.
Im September 2020 veröffentlichte die Band die Single Outta Love.

## Musikstil
Fools Garden ist bekannt für die Mischung aus Rock ’n’ Roll und poppigen Stücken (Genre des Pop-Rock) sowie einigen wenigen Balladen. Häufig wird ihr Musikstil mit dem der Beatles verglichen, die sie auch selbst als Vorbilder angeben. Auch typisch für die Gruppe ist zum Beispiel der Comedy Song auf dem Album Ready for the Real Life und Rainy Day aus dem Album Go and Ask Peggy for the Principal Thing.

## Diskografie

### Studioalben
| Jahr | Titel                                    | Höchstplatzierung, Gesamtwochen, AuszeichnungChartplatzierungen (Jahr, Titel, Platzierungen, Wochen, Auszeichnungen, Anmerkungen) | Höchstplatzierung, Gesamtwochen, AuszeichnungChartplatzierungen (Jahr, Titel, Platzierungen, Wochen, Auszeichnungen, Anmerkungen) | Höchstplatzierung, Gesamtwochen, AuszeichnungChartplatzierungen (Jahr, Titel, Platzierungen, Wochen, Auszeichnungen, Anmerkungen) | Anmerkungen                                            |
| Jahr | Titel                                    | DE | AT | CH | Anmerkungen                                            |
| ---- | ---------------------------------------- | --- | --- | --- | ------------------------------------------------------ |
| 1993 | Once in a Blue Moon                      | — | — | — | Erstveröffentlichung: 1993                             |
| 1995 | Dish of the Day                          | DE1 Platin · (36 Wo.)DE | AT4 Gold · (19 Wo.)AT | CH3 Platin · (33 Wo.)CH | Erstveröffentlichung: Februar 1995 Verkäufe: + 715.000 |
| 1997 | Go and Ask Peggy for the Principal Thing | DE44 (4 Wo.)DE | — | CH50 (1 Wo.)CH | Erstveröffentlichung: 5. September 1997                |
| 2000 | For Sale                                 | DE84 (1 Wo.)DE | — | — | Erstveröffentlichung: 28. November 2000                |
| 2003 | 25 Miles to Kissimmee                    | — | — | — | Erstveröffentlichung: 2003                             |
| 2005 | Ready for the Real Life                  | — | — | — | Erstveröffentlichung: 2005                             |
| 2012 | Who Is Jo King?                          | — | — | — | Erstveröffentlichung: 12. Oktober 2012                 |
| 2015 | Flash Back                               | — | — | — | Erstveröffentlichung: 27. November 2015 Coveralbum     |
| 2018 | Rise and Fall                            | DE97 (1 Wo.)DE | — | — | Erstveröffentlichung: 20. April 2018                   |
| 2021 | Captain… Coast Is Clear                  | — | — | — | Erstveröffentlichung: 26. November 2021                |

### Kompilationen
- 2009: High Times – The Best Of

### EPs
- 2008: Napster Session 2008 (Download-EP)
- 2008: Home (Limited Tour Edition)

### Singles
| Jahr | Titel Album                                             | Höchstplatzierung, Gesamtwochen, AuszeichnungChartplatzierungen (Jahr, Titel, Album, Platzierungen, Wochen, Auszeichnungen, Anmerkungen) | Höchstplatzierung, Gesamtwochen, AuszeichnungChartplatzierungen (Jahr, Titel, Album, Platzierungen, Wochen, Auszeichnungen, Anmerkungen) | Höchstplatzierung, Gesamtwochen, AuszeichnungChartplatzierungen (Jahr, Titel, Album, Platzierungen, Wochen, Auszeichnungen, Anmerkungen) | Höchstplatzierung, Gesamtwochen, AuszeichnungChartplatzierungen (Jahr, Titel, Album, Platzierungen, Wochen, Auszeichnungen, Anmerkungen) | Anmerkungen                                                               |
| Jahr | Titel Album                                             | DE | AT | CH | UK | Anmerkungen                                                               |
| ---- | ------------------------------------------------------- | --- | --- | --- | --- | ------------------------------------------------------------------------- |
| 1995 | Lemon Tree Dish of the Day                              | DE1 Platin · (37 Wo.)DE | AT1 Gold · (18 Wo.)AT | CH2 Gold · (38 Wo.)CH | UK26 (5 Wo.)UK | Erstveröffentlichung: November 1995 Verkäufe: + 885.000                   |
| 1996 | Wild Days Dish of the Day                               | DE59 (13 Wo.)DE | AT37 (2 Wo.)AT | — | — | Erstveröffentlichung: April 1996                                          |
| 1997 | Why Did She Go Go and Ask Peggy for the Principal Thing | DE76 (9 Wo.)DE | — | — | — | Erstveröffentlichung: Juni 1997                                           |
| 1997 | Probably Go and Ask Peggy for the Principal Thing       | DE86 (8 Wo.)DE | — | — | — | Erstveröffentlichung: August 1997                                         |
| 2000 | Suzy For Sale                                           | DE75 (9 Wo.)DE | — | — | — | Erstveröffentlichung: 14. April 2000                                      |
| 2000 | It Can Happen For Sale                                  | DE86 (3 Wo.)DE | — | — | — | Erstveröffentlichung: 26. Oktober 2000                                    |
| 2021 | Lemon Tree –                                            | DE92 (1 Wo.)DE | AT— GoldAT | — | — | Erstveröffentlichung: 8. Januar 2021 Verkäufe: + 115.000; mit Alle Farben |

Weitere Singles
| - 1991: Careless Games - 1992: Once in a Blue Moon - 1996: Pieces - 1998: Rainy Day - 2000: Happy (Special Tour Edition) - 2001: In the Name - 2001: Dreaming - 2003: Closer - 2004: Save Me (Steve Rhyner feat. Fool’s Garden) - 2005: Man of Devotion - 2005: Does Anybody Know? | - 2005: Cold (Promo) - 2006: I Got a Ticket - 2009: High Time - 2010: Everywhere the Light Shines (Download-Single) - 2012: Innocence - 2012: Maybe - 2016: New World (Promo) - 2016: New World (Fools Garden & Karl Frierson) - 2017: I Burn - 2018: Save The World Tomorrow - 2020: Outta Love |

## Auszeichnungen für Musikverkäufe
| Silberne Schallplatte - Frankreich - 1996: für die Single Lemon Tree Goldene Schallplatte - Belgien - 1996: für die Single Lemon Tree - Frankreich - 2024: für die Single Lemon Tree (mit Alle Farben) - Schweden - 1996: für die Single Lemon Tree - Thailand - 1997: für das Album Dish of the Day | Platin-Schallplatte - Italien - 2021: für die Single Lemon Tree - Neuseeland - 1997: für die Single Lemon Tree - Norwegen - 1996: für die Single Lemon Tree - Singapur - 1997: für das Album Dish of the Day - Spanien - 2025: für die Single Lemon Tree - Taiwan - 1997: für das Album Dish of the Day 2× Platin-Schallplatte - Malaysia - 1997: für das Album Dish of the Day |

Anmerkung: Auszeichnungen in Ländern aus den Charttabellen bzw. Chartboxen sind in ebendiesen zu finden.
| Land/RegionAuszeichnungen für Musikverkäufe (Land/Region, Auszeichnungen, Verkäufe, Quellen) | Silber  | Gold     | Platin       | Verkäufe  | Quellen                                                   |
| -------------------------------------------------------------------------------------------- | ------- | -------- | ------------ | --------- | --------------------------------------------------------- |
| Belgien (BRMA)                                                                               | —       | Gold1    | —            | 25.000    | ultratop.be                                               |
| Deutschland (BVMI)                                                                           | —       | —        | 2× Platin2   | 1.000.000 | musikindustrie.de                                         |
| Frankreich (SNEP)                                                                            | Silber1 | Gold1    | —            | 225.000   | infodisc.fr snepmusique.com                               |
| Italien (FIMI)                                                                               | —       | —        | Platin1      | 70.000    | fimi.it                                                   |
| Malaysia (RIM)                                                                               | —       | —        | 2× Platin2   | 50.000    | Einzelnachweise                                           |
| Neuseeland (RMNZ)                                                                            | —       | —        | Platin1      | 15.000    | aotearoamusiccharts.co.nz                                 |
| Norwegen (IFPI)                                                                              | —       | —        | Platin1      | 20.000    | ifpi.no (Memento vom 6. Februar 2012 im Internet Archive) |
| Österreich (IFPI)                                                                            | —       | 3× Gold3 | —            | 75.000    | ifpi.at AT2                                               |
| Schweden (IFPI)                                                                              | —       | Gold1    | —            | 25.000    | sverigetopplistan.se                                      |
| Schweiz (IFPI)                                                                               | —       | Gold1    | Platin1      | 75.000    | hitparade.ch                                              |
| Spanien (Promusicae)                                                                         | —       | —        | Platin1      | 60.000    | elportaldemusica.es                                       |
| Singapur (RIAS)                                                                              | —       | —        | Platin1      | 15.000    | Einzelnachweise                                           |
| Taiwan (RIT)                                                                                 | —       | —        | Platin1      | 50.000    | Einzelnachweise                                           |
| Thailand (TECA)                                                                              | —       | Gold1    | —            | 25.000    | Einzelnachweise                                           |
| Insgesamt                                                                                    | Silber1 | 8× Gold8 | 11× Platin11 |           |                                                           |